# Rocka Rolla
《Rocka Rolla》는 걸 레코드가 1974년 9월 6일에 발매한 영국의 헤비 메탈 밴드 주다스 프리스트의 데뷔 스튜디오 음반이다. 블랙 사바스의 프로듀서로 이름을 날렸던 로저 베인이 프로듀싱을 했다. 이 음반은 드러머 존 힌치가 참여한 유일한 음반이다.

## 배경
밴드에 따르면, 음반 전체가 개별 뮤지션이 혼자 녹음하는 대신 스튜디오에서 라이브로 재생되었다고 한다.
밴드에 따르면 스튜디오에 기술적인 문제가 발생하여 음질이 떨어지고 음반 전반에 걸쳐 쉿 소리가 났다고 한다. 기타리스트 글렌 팁턴은 《Rocka Rolla》의 녹음이 시작될 때 막 합류했는데, 프로듀서 로저 베인이 수락한 그의 유일한 작곡 기여는 타이틀곡과 〈Run of the Mill〉이었다. 그는 〈Tyrant〉, 〈Epitaph〉, 〈Ripper〉라는 곡을 생각해냈지만 베인은 이 곡들을 충분히 상업적이지 않다고 생각하고 거부했다. 베인은 또한 콘서트의 주요 곡인 〈Whiskey Woman〉을 거부했고, 팁턴의 기여로 나중에 〈Victim of Changes〉로 바뀌었다. 이 곡들은 결국 다음 음반인 《Sad Wings of Destiny》에 모두 포함되었다. 또한 〈Winter〉, 〈Deep Freeze〉, 〈Winter Retreat〉는 한 곡을 구성하지만, CD 발매의 일부 버전에서는 별도의 트랙으로 나열되어 나뉜다.

## 반응
| 전문가 평가                   | 전문가 평가 |
| 평가 점수                     | 평가 점수   |
| 출처                          | 점수        |
| ----------------------------- | ----------- |
| AllMusic                      | [ 3 ]       |
| Encyclopedia of Popular Music | [ 4 ]       |

그 음반은 "몇 천 장밖에 안 되는" 반응으로 발매되었다. 그것이 무너졌기 때문에, 그 밴드는 자신들이 심각한 재정난을 겪고 있다는 것을 알았다. 특히 굶고 있는 밤 이야기를 하며 언제 다음 식사를 하게 될지 몰랐다. 그들은 걸 레코드와 주당 50파운드를 지불하는 협정을 맺으려고 했지만, 역시 경제적 어려움을 겪고 있던 걸은 거절했다. 올뮤직은 회고평에서 《Rocka Rolla》에게 별 5개 중 2.5점이라는 평점을 주었고, "대충하고 집중력이 떨어지는 데뷔작"이었지만, 음반 "주다스 프리스트의 잠재력과 독창성을 확실히 암시한다"고 말했다.

## 곡 목록
| #  | 제목                 | 작사·작곡                  | 재생 시간 |
| -- | -------------------- | -------------------------- | --------- |
| 1. | 〈One for the Road〉 | 롭 핼퍼드, K. K. 다우닝    | 4:34      |
| 2. | 〈Rocka Rolla〉      | 핼퍼드, 다우닝, 글렌 팁톤  | 3:05      |
| 3. | 〈Winter〉           | 알 앳킨스, 다우닝, 이언 힐 | 1:41      |
| 4. | 〈Deep Freeze〉      | 다우닝                     | 1:21      |
| 5. | 〈Winter Retreat〉   | 핼퍼드, 다우닝             | 3:28      |
| 6. | 〈Cheater〉          | 핼퍼드, 다우닝             | 2:59      |

| #   | 제목                             | 작사·작곡            | 재생 시간 |
| --- | -------------------------------- | -------------------- | --------- |
| 7.  | 〈Never Satisfied〉              | 앳킨스, 다우닝       | 4:50      |
| 8.  | 〈Run of the Mill〉              | 핼퍼드, 다우닝, 팁톤 | 8:34      |
| 9.  | 〈Dying to Meet You/Hero, Hero〉 | 핼퍼드, 다우닝       | 6:23      |
| 10. | 〈Caviar and Meths (기악)〉      | 앳킨스, 다우닝, 팁톤 | 2:02      |